# Revolut
Die Revolut Ltd. ist eine in London ansässige, 2015 gegründete Neobank. Mitte 2024 hatte das Unternehmen 45 Millionen Kunden. Im Geschäftsjahr 2023 erzielte Revolut einen Umsatz von 1,8 Milliarden Pfund (2,1 Milliarden Euro). Der Gewinn betrug über 500 Millionen Euro.

## Geschichte
Revolut wurde von Nikolay Storonsky (vorher Händler bei der Credit Suisse und Lehman Brothers), Vlad Yatsenko (vorher Software-Entwickler bei Credit Suisse und Deutsche Bank) und Tom Reay (vorher Software-Entwickler bei Expedia und Ocado) gegründet. Dazu erlangten die Gründer eine Start-up-Finanzierung von rund 3,5 Millionen Dollar. Revolut wurde im Juli 2015 der Öffentlichkeit vorgestellt mit dem Ziel, „eine faire und reibungslose Plattform für die weltweite Verwendung und Verwaltung von Geld zu schaffen“, indem versteckte Gebühren gestrichen und Großbankenwährungskurse angeboten werden. Im Februar 2017 lancierte Revolut britische Girokonten, die es den Kunden ermöglichen sollten, eine persönliche IBAN zu erhalten. Im Juli 2017 erhielten die Nutzer eine persönliche Euro-IBAN.

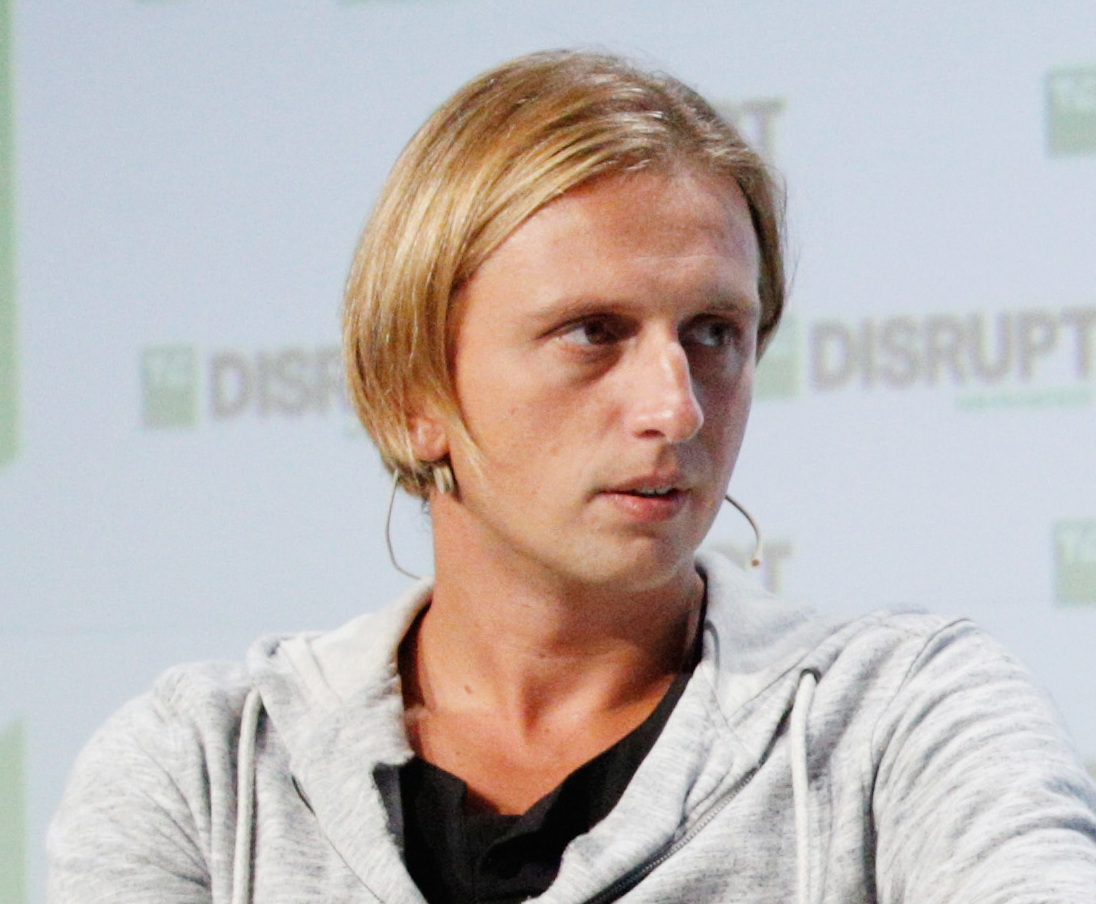
Nikolay Storonsky, CEO von Revolut

Von März bis Oktober 2019 stieg die Anzahl der Kunden von vier auf mehr als acht Millionen. Laut Revolut tätigten diese Kunden Mitte 2019 bisher über 250 Millionen Transaktionen. In der Schweiz hat Revolut seit Dezember 2018 ein Korrespondenzkonto bei der Credit Suisse eingerichtet, da den Kunden bei Auslandsüberweisungen oft Gebühren verrechnet wurden. Nach eigenen Angaben hat Revolut knapp eine Viertelmillion Schweizer Kunden (Stand Oktober 2019), in Deutschland sind es etwa 300.000 (Stand November 2020). Seit Oktober 2019 betreibt Revolut eine Zweigniederlassung bzw. einen DACH-Sitz in Berlin-Mitte. Für 2021 plante das Unternehmen eine deutsche Banklizenz und IBAN. Seit 2024 erhalten deutsche Kunden eine deutsche IBAN.
Im Dezember 2018 erhielt Revolut von der litauischen Bankenaufsicht eine „spezialisierte Banklizenz“, mit der das Unternehmen Einlagen annehmen und Kredite vergeben kann. Eigene Investmentprodukte darf Revolut mit dieser Lizenz nicht anbieten. Im Geschäftsjahr 2018 erzielte Revolut einen Umsatz von 55 Millionen Pfund Sterling. Der Verlust betrug 33 Millionen Pfund Sterling. Im Januar 2019 wurde das Unternehmen bei einer Finanzierungsrunde mit 1,5 Milliarden Euro bewertet. Ein Unternehmenssprecher wies im August 2019 darauf hin, dass man „schneller als N26, Monzo, Monese, Starling und weitere Konkurrenten zusammen“ wachse.
Bei einer Finanzierungsrunde Anfang 2020 wurde das Unternehmen mit 5,5 Milliarden Dollar bewertet. Zu den dabei investierten 500 Millionen Dollar wurden Juni 2020 nochmals 80 Millionen Dollar mit der gleichen Bewertung nachgeschossen. Seit März 2020 bietet Revolut seinen Service auch in den Vereinigten Staaten an. Im Dezember 2020 hatte Revolut 13 Millionen Kunden. Im Juli 2023 hatte Revolut über 30 Millionen Privat- und mehr als 500.000 Geschäftskunden.

## Produkte

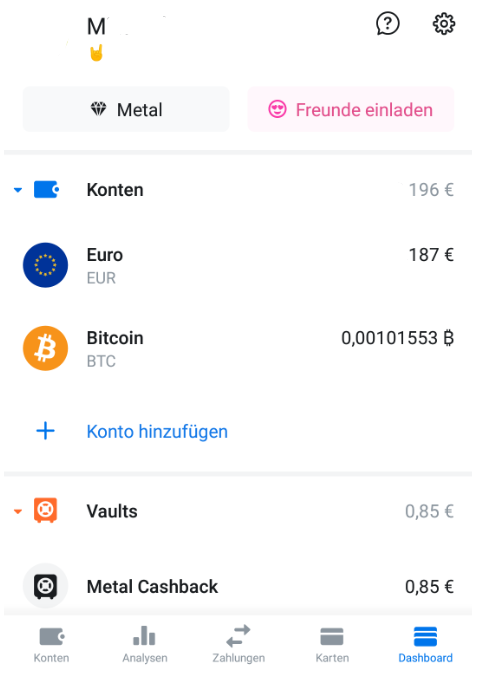
Bildschirmfoto der Revolut-App (Android)

Revolut unterstützt Ausgaben und Abhebungen an Geldautomaten in 120 Währungen, davon 26 Währungen direkt aus der mobilen App heraus. Dabei handelt es sich um das gleichnamige Produkt Revolut, eine digitale Bankalternative, die eine Kreditkarte in Form einer Guthabenkarte (Mastercard oder Visa; virtuell oder physisch), Währungsumtausch, Krypto-Währungsumtausch von und zu Bitcoin (BTC), Ethereum (ETH), Litecoin (LTC) sowie Peer-to-Peer-Zahlungen anbietet. Revolut erhob im Rahmen einer Marktpenetrationsstrategie bis August 2020 im Basiskontenmodell für den Großteil seiner Dienstleistungen keine Gebühren. Seit August 2020 werden für Zahlungen in Fremdwährungen im kostenlosen „Standard“-Konto Gebühren ab 1.000 Euro Währungsumtausch fällig. Insgesamt gibt es fünf verschiedene Abo-Modelle, von denen die „Standard“-Variante keine monatlichen Kosten verursacht und die „Ultra“-Variante mit einem Einführungspreis von 50 Euro in den ersten drei Monaten kostet. Ab dem dritten Monat erhöhen sich die Kosten auf 60 Euro je Monat.
Auf das eigene Konto kann Geld mittels Überweisung oder mit verknüpften Kreditkarten eingezahlt werden (auch via beispielsweise Google Pay; American Express wird nicht unterstützt). Eine automatische Aufladung des Kontos, nachdem ein Kontostand unterschritten wird, ist möglich.
Die Revolut-App ermöglicht den sofortigen Zugriff auf Bitcoin, Litecoin und Ether durch den Wechsel aus 26 Bargeldwährungen.

### Apple Pay
Revolut bietet seit Mai 2019 Zahlungen über Apple Pay für Kunden aus zahlreichen europäischen Ländern an.

### Garmin Pay
Seit Oktober 2020 ist die Einbindung in Garmin Pay möglich.

### Google Pay
Seit 2017 lassen sich Mastercard-Kreditkarten mit Google Pay auf Android-Smartphones in Ländern nutzen, in denen Google Pay verfügbar ist, darunter Deutschland (seit 2018) und die Schweiz.

### Revolut for Business
„Revolut for Business“ ist ein Produkt für Unternehmen und Selbständige und besitzt deutlich mehr Funktionen als das „Standard“-Produkt. Unter anderem besitzt das Konto hier auch eine Weboberfläche und eine programmierbare API, während Privatkunden ausschließlich eine mobile App nutzen können.

### Wero
Am 3. Juni 2025 unterzeichnete Revolut eine Mitgliedschaftsvereinbarung mit der European Payments Initiative (EPI).
Kunden von Revolut können somit seit Juli 2025 das Bezahlsystem Wero innerhalb der EU über ihre Revolut App benutzen, sofern es im Nutzungsland verfügbar ist.

## Geschäftszahlen
Im Geschäftsjahr 2020 erzielte Revolut einen Umsatz von 222 Millionen Pfund Sterling (260 Millionen Euro). Der Gesamtverlust stieg von 107 auf 168 Millionen Pfund Sterling. Nach eigenen Angaben wird die Digitalbank im Juni 2021 in 35 Ländern von 15 Millionen Privat- und von 500.000 Geschäftskunden genutzt.

## Kritik
Revolut wurde regelmäßig in den Medien, die sich auf Aussagen von ehemaligen Mitarbeitern stützen, wegen schlechter Arbeitsbedingungen sowie unbegründeter und automatisierter Kontosperrungen und -schließungen heftig kritisiert. Im Einzelnen wurden fragwürdige Einstellungskriterien, ungewöhnlich lange Arbeitstage, unbezahlte Arbeit und eine hohe Fluktuation in der Belegschaft angeführt.